# والتر آنتونی (بازیکن فوتبال)
والتر آنتونی (انگلیسی: Walter Anthony; ۲۱ نوامبر ۱۸۷۹ – ۲۶ ژانویهٔ ۱۹۵۰) بازیکن فوتبال اهل انگلستان بود.
از باشگاه‌هایی که در آن بازی کرده‌است می‌توان به باشگاه فوتبال ناتینگهام فارست و باشگاه فوتبال استالی‌بریج سلتیک اشاره کرد.